# Freyellaster fecundus
Freyellaster fecundus is een zeester uit de familie Freyellidae.
De wetenschappelijke naam van de soort werd, als Freyella fecunda, in 1905 gepubliceerd door Walter Kenrick Fisher.